# Otok
Otok este un oraș în cantonul Vukovar-Srijem, Croația, având o populație de 6.343 de locuitori (2011).

## Demografie
Componența etnică a orașului Otok
     Croați (99,31%)
     Necunoscut (0,05%)
     Neclasificat (0,39%)
Componența confesională a orașului Otok
     Catolici (99,1%)
     Necunoscută (0,2%)
     Alte religii (0,69%)
Conform recensământului din 2011, orașul Otok avea 6.343 de locuitori. Din punct de vedere etnic, majoritatea locuitorilor (99,31%) erau croați. Apartenența etnică nu este cunoscută în cazul a 0,05% din locuitori. Din punct de vedere confesional, majoritatea locuitorilor (99,1%) erau catolici. Pentru 0,2% din locuitori nu este cunoscută apartenența confesională.